# Haile Mariam Desalegne
Haile Mariam Desalegne (1965. július 19. –) etióp politikus, 2010. szeptember 1-től miniszterelnök-helyettes és külügyminiszter Meles Zenawi miniszterelnök kormányában. Zenawi 2012. augusztus 20-i halála után a miniszterelnöki teendőket Desalegne látja el ideiglenesen. Etiópia történetében ő az első protestáns keresztény kormányfő.

## Fordítás
- Ez a szócikk részben vagy egészben  a   Haile Mariam Desalegne című angol Wikipédia-szócikk fordításán alapul.  Az eredeti cikk szerkesztőit annak laptörténete sorolja fel. Ez a jelzés csupán a megfogalmazás eredetét és a szerzői jogokat jelzi, nem szolgál a cikkben szereplő információk forrásmegjelöléseként.